# 宝丰银矿遗址
宝丰银矿遗址，旧称宝丰银场古矿业遗址、芹溪银场遗址，位于中国福建省宁德市周宁县的圣银楼山四周，横跨李墩镇芹溪村和浦源镇围城底村、官司村、里源村和上洋村两个镇、五个行政村，是一座北宋至明朝时期的官办矿业遗址，2019年入选第八批全国重点文物保护单位。
宝丰银场开设于北宋元祐年间，是宋朝时期全国最大的白银矿区之一，年产量最高达44万两，历史上曾数次兴废，后因矿脉枯竭，官方最终于明朝正德年间彻底停采，而民间的零星开采一直持续到2015年。银矿遗址于1984年被官方发现，随即被列为县级不可移动文物加以保护。此后，银场遗址先后于2018年、2019年入选福建省文物保护单位、全国重点文物保护单位。

## 历史
据《八闽通志》记载，北宋官府于元祐年间（1086年—1094年）在福建宁德县十七都开设宝瑞银场和宝丰银场，分别在今周宁县七步镇郭洋村和李墩镇芹溪村。宝丰银场的开采工作持续了约100年，至南宋绍熙（1190年—1194年）之后荒废。明朝洪武十九年（1386年），当地民众请求重新开矿，并在当年向朝廷缴纳岁银36两，永乐元年（1403年）朝廷派官员到银场监督，年纳银增至1950两，宣德年间，福建浙江的课税增加到了原来的近20倍，矿脉渐绝，民众疲惫。宣德十年（1435年），刚刚继位的明英宗下诏停止闽浙两地的采矿，与民休息。
正统七年（1442年），浙江处州庆元县人叶宗留率众盗采宝丰银矿。正统八年（1443年），朝廷下诏大赦天下，尤其提出赦免因囿于衣食受人指使而盗采银矿的军民之罪以安抚民心，但民间盗采仍未禁绝。正统九年（1444年），明英宗命户部右侍郎王质重开闽浙银场，虽减免一半纳银，但仍然是洪武年间的约10倍，宝丰场年纳银增加到了3090两。翌年，叶宗留连同矿工一同向朝廷发出通牒，称“留宝丰场，听我采取，不然杀人”。宁德籍进士、时任吏科給事中的林聰在考察银矿后向朝廷上奏《请免宁德县除办银课外别项差办状》（又名《请除杂差疏》），请求免除银税之外的一些杂差费用。
正统十二年（1447年）九月，叶宗留认为：“以吾之众，即索金于市易耳，何至自疲山谷间，常苦不给也。”公开造反，为闽浙地区带去了八年动荡。正统十四年，朝廷一度下诏免除闽浙银税。景泰年间，朝廷征收年纳银2900两，景泰四年（1453年），林聪上疏称“福建银场之不便，臣正统中实目击其事”，请求停止银场，但朝廷并未采纳。天顺二年（1458年），年纳银减至2080两，但由于可开采的矿更少了，百姓不堪重负，多有逃离。正德三年（1508年），银税减少到1560两，两年后朝廷正式下诏彻底停止征收银矿课税，停止开采工作，民力得以逐渐恢复。
嘉靖十四年（1535年），浙江人林福奏请朝廷，请求复开银矿，朝廷诏令锦衣千户李隆、按察御史李凤翔重新开矿，时任福宁州知州谢廷举上书极力反对，最终阻止了朝廷对早已枯竭的矿脉的开采。嘉靖三十年（1551年），朝廷批准上洋村（今属浦源镇）人张彭八在官司村开矿，并派军队围城保护。清朝光绪年间亦有开矿的尝试，但因矿脉已绝而未能成行。民国时期，亦未有对银矿的开采。
自20世纪50年代开始，中华人民共和国多次组织地质队到宝丰银场考察，发现矿场还有可供开采的矿业资源。1984年，宝丰银矿主要部分芹溪银场遗址被发现，当局对遗址进行了抢救性的发掘，并将银矿遗址列为不可移动文物加以保护，但1990年代仍有小规模的开采。2004年，周宁县金丰矿业公司经批准，开始复采宝丰银矿的铅锌银矿矿脉，2015年，金丰矿业公司的采矿权到期，周宁县政府决定完全终止对当地矿脉的开采，并开始对矿山周边的进行生态修复和旅游开发。

## 遗址
宝丰银矿遗址分布范围达40多平方公里，涉及到两个乡镇中的5个古村落。银场遗存的矿硐多达220多口，主要分布于海拔约1500米的龙岗头山涧两侧，有全长20公里、联通芹溪与里源（李园）的古道。已发现冶炼遗址及矿工的生活区遗迹40多处，围城底村发现了2处摩崖石刻。原于芹溪村路口立有一通隆庆五年的“奉抚案两院禁示”碑，被村民讹传为识得文字就能找到宝藏的“藏银碑”，高2.16米、宽0.9米、厚0.15米，文革时期被村民拆成四块用作井沿。银矿遗址有祭祀台遗址、宝丰公馆遗址和矿主张彭八故居，位于芹溪村西侧的公馆遗址已废除许久，成为菜地，现被建设为陈列馆；位于上洋村的张彭八故居则成为附属文物保护单位加以修缮。另外有大量用于碎石的石制磨盘和冶炼废渣。
2018年9月7日，福建省人民政府将银矿遗址以“宝丰银场古矿业遗址”的名义列入第九批福建省文物保护单位；2019年10月7日，国务院将宝丰银矿遗址列入第八批全国重点文物保护单位，类型为古遗址，同年12月，福建省自然资源厅将宝丰银矿遗址公布为省级矿山公园并启动建设，先后修缮了宝丰公馆、张彭八故居等建筑，建设了周宁古银矿遗址陈列展，2021年11月，周宁宝丰古银场矿山公园开园。